# پون دو گار
پون دو گار (فرانسوی: Pont du Gard‎) پل-قنات رومی است که بر روی رود گاردون، واقع در ور پون دو گار، رمولن فرانسه قرار دارد. این پل جزو میراث جهانی یونسکو در فرانسه به‌شمار می‌رود. این پل سه طبقه دارد.

## تاریخچه
این پل دارای سه طاق طاق است، ۴۸٫۸ متر (۱۶۰ فوت) ارتفاع دارد، و ارتفاع آن فقط ۲٫۵ سانتیمتر (۱ اینچ) پایین می‌آید - یک شیب تنها ۱ در ۱۸۲۴۱ - در حالی که کل قنات از ارتفاع تنها ۱۲٫۶ متر (۴۱ فوت) پایین می‌رود) در تمام طول آن، نشانگر دقت بزرگی است که مهندسان رومی با استفاده از فناوری ساده توانستند به آن دست یابند.